# Ngọc Lan
Maria Lê Thanh Lan, conocida artísticamente como Ngọc Lan (Nha Trang, 28 de diciembre de 1956 - California, Estados Unidos, 6 de marzo del 2001), fue una cantante vietnamita, conocida por interpretar temas musicales de género pop en lengua francesa en la década de los años 1970. Algunas de sus canciones más conocidas fueron «Mon amie la rose» de Françoise Hardy, «Johnny, Johnny» de Jeanne Mas, «Joe le taxi» de Vanessa Paradis, «Tombe la neige» de Salvatore Adamo, «Pour en arriver-là» y «Mourir sur scène» de Dalida y «Poupée de cire, poupée de son» de France Gall.